# Limburg fantasie
Limburg fantasie is een compositie voor fanfare en harmonieorkest van de Nederlandse componist Kees Vlak. Deze fantasie, gebaseerd op Limburgse volksliederen, is geschreven in opdracht van Fanfareorkest Eendracht Dieteren ter gelegenheid van het 110-jarig jubileum.